# بلوزة (بانياس)
بلوزة قرية تتبع ناحية تالين في منطقة بانياس التابعة لمحافظة طرطوس.